# Eunaticina
Eunaticina là một chi ốc biển săn mồi, là động vật thân mềm chân bụng sống ở biển trong họ Naticidae, họ ốc mặt trăng.

## Các loài
Các loài thuộc chi Eunaticina bao gồm:
- Eunaticina africana Fernandes & Burnay[2]
- Eunaticina mienisi [3]

Theo cơ sở dữ liệu Indo-Pacific Molluscan, các danh pháp của loài sau cũng đang sử dụng 
- Eunaticina albosutura Verco, 1909
- Eunaticina coarctata (Reeve, 1864)
- Eunaticina lamarckiana (Récluz, 1843)
- Eunaticina linnaeana (Récluz, 1843)
- Eunaticina oblonga Reeve, 1864
- Eunaticina papilla (Gmelin, 1791)
  - Eunaticina papilla lamarckiana (Récluz, 1843-d)
  - Eunaticina papilla papilla (Gmelin, 1791)
- Eunaticina perobliqua (Dautzenberg and Fischer, 1906)
- Eunaticina pomatiella Melvill, 1892
- Eunaticina umbilicata (Quoy & Gaimard, 1833)